# 페스티뇨
페스티뇨(스페인어: pestiño, 복수: pestiños 페스티뇨스[*])는 성탄절 또는 성주간에 먹는 스페인의 페이스트리이다. 안달루시아 등 스페인 남부 지방에서 즐겨 먹는다. 참깨를 넣어 맛을 낸 밀가루 반죽을 올리브유 등 식용유에 튀겨서 꿀이나 설탕을 뿌려 먹는다.

## 같이 보기
- 오레예트
- 클레네트
- 필료